# Eric Ambel

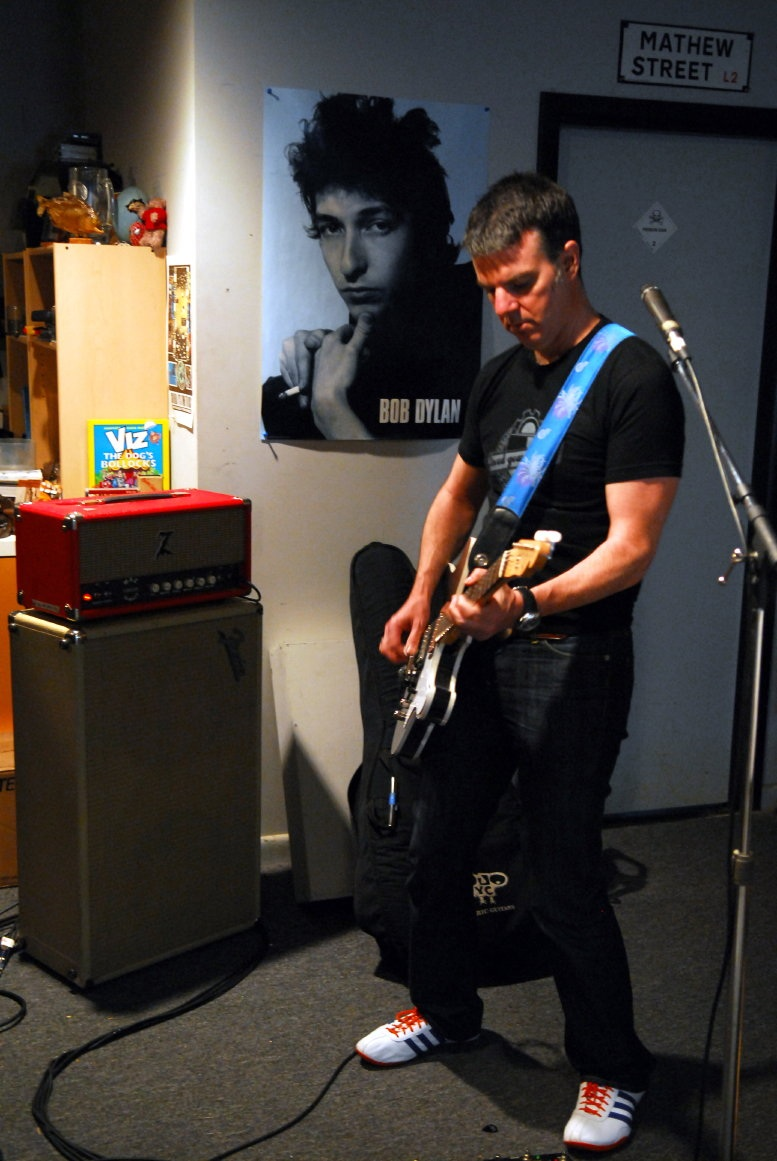
Eric Ambel.

Eric Ambel nació (20 de agosto de 1957) es un guitarrista y productor estadounidense. Ambel ha trabajado con varios cantantes y bandas que incluyen Steve Earle, The Yayhoos, Del Lords, The Bottle Rockets, Joan Jett, Mojo Nixon, Blood Oranges, Blue Mountain, Freedy Johnston y Mary Lee's Corvette.
También trabaja con la cantante Joan Jett en el grupo The Blackhearts pero se retiró de la banda y fue remplazado por Ricky Byrd, así que solo toca en reencuentos con la banda de Jett.

## Discografía

### Joan Jett and The Blackhearts
- I Love Rock 'n' Roll (1981)
- Album (1983)
- Glorious Results of a Misspent Youth (1984)
- Good Music (1986)
- Up Your Alley (1988)
- Notorious (1991)
- Pure and Simple (1994)
- Sinner (2006)

### The Yayhoos
- Fear Not The Obvious (2001)
- Put The Hammer Down (2006)

- Datos: Q5386014